# Saison 1985-1986 des Bulls de Chicago
La saison 1985-1986 des Bulls de Chicago est la 20e saison de basket-ball de la franchise américaine de la National Basketball Association (généralement désignée par le sigle NBA).
Pendant l’intersaison, ils ont signé l’agent libre John Paxson. La saison est presque un désastre car Michael Jordan a été blessé pour une grande partie de la saison régulière en raison d'une fracture du pied. Malgré la blessure de Jordan, l’équipe réussit à se qualifier pour les playoffs. Ils sont éliminés par les Celtics de Boston en trois matchs au premier tour.

## Draft
| Tour | Choix | Joueur         | Poste | Nationalité | Provenance     |
| ---- | ----- | -------------- | ----- | ----------- | -------------- |
| 1    | 11    | Keith Lee      | C     | États-Unis  | Memphis State  |
| 2    | 28    | Ken Johnson    | F     | États-Unis  | Michigan State |
| 2    | 34    | Aubrey Sherrod | G     | États-Unis  | Wichita State  |
| 2    | 46    | Adrian Branch  | F     | États-Unis  | Maryland       |

## Classements de la saison régulière
| Conférence Est | Conférence Est         | Conférence Est | Conférence Est | Conférence Est |
| No             | Franchise              | Vic.           | Déf.           | PCT            |
| -------------- | ---------------------- | -------------- | -------------- | -------------- |
| 1              | Celtics de Boston      | 67             | 15             | 81.7           |
| 2              | Bucks de Milwaukee     | 57             | 25             | 69.5           |
| 3              | 76ers de Philadelphie  | 54             | 28             | 65.9           |
| 4              | Hawks d'Atlanta        | 50             | 32             | 61.0           |
| 5              | Pistons de Détroit     | 46             | 36             | 56.1           |
| 6              | Bullets de Washington  | 39             | 43             | 47.6           |
| 7              | Nets du New Jersey     | 39             | 43             | 47.6           |
| 8              | Bulls de Chicago       | 30             | 52             | 36.6           |
|                |                        |                |                |                |
| 9              | Cavaliers de Cleveland | 29             | 53             | 35.4           |
| 10             | Pacers de l'Indiana    | 26             | 56             | 31.7           |
| 11             | Knicks de New York     | 23             | 59             | 28.0           |

| Division Centrale      | V  | D  | PCT  | GB |
| ---------------------- | -- | -- | ---- | -- |
| Bucks de Milwaukee     | 57 | 25 | 69.5 | -  |
| Hawks d'Atlanta        | 50 | 32 | 61.0 | 7  |
| Pistons de Détroit     | 46 | 36 | 56.1 | 11 |
| Bulls de Chicago       | 30 | 52 | 36.6 | 27 |
| Cavaliers de Cleveland | 29 | 53 | 35.4 | 28 |
| Pacers de l'Indiana    | 26 | 56 | 31.7 | 31 |

## Effectif
| Effectif des Bulls de Chicago 1985-1986 |
| --- |
| 0 Orlando Woolridge • 5 John Paxson • 7 Billy McKinney • 8 George Gervin • 20 Gene Banks • 21 Sidney Green • 23 Michael Jordan • 24 Kyle Macy • 33 Jawann Oldham • 34 Charles Oakley • 40 Dave Corzine • 44 Quintin Dailey • 52 Mike SmrekEntraîneur : Stan Albeck |

## Playoffs
Les Bulls se qualifient pour les playoffs avec le cinquième pire bilan, des équipes qualifiées, dans l'histoire de la ligue. Michael Jordan est déclaré apte à revenir jouer les séries éliminatoires. Contre une équipe des Celtics de Boston, considérée comme l'une des meilleures de l'histoire, Jordan bat le record de points inscrits dans un match de playoffs, avec un total de 63 points dans le second match.

### Premier tour
(1) Celtics de Boston vs. (8) Bulls de Chicago : Chicago s'incline sur la série 0-3
- Game 1 @ Boston Garden, Boston (17 avril) : Boston 123-104 Chicago
- Game 2 @ Boston Garden, Boston (20 avril): Boston 135-131 Chicago (2OT)
- Game 3 @ Chicago Stadium, Chicago (22 avril) : Boston 122-104 Chicago

## Statistiques

### Saison régulière
| Joueur            | MJ | MC | MPG  | FG%  | 3P%  | FT%   | RPG | APG | SPG  | BPG  | PPG  |
| ----------------- | -- | -- | ---- | ---- | ---- | ----- | --- | --- | ---- | ---- | ---- |
| Gene Banks        | 82 | 33 | 26.1 | .517 | .000 | .718  | 4.4 | 3.1 | .99  | .12  | 10.9 |
| Ron Brewer        | 4  | 0  | 4.5  | .333 | .000 | 1.000 | .0  | .0  | .00  | .00  | 1.8  |
| Tony Brown        | 10 | 0  | 13.2 | .439 | .000 | .692  | 1.6 | 1.4 | .50  | .10  | 4.5  |
| Dave Corzine      | 67 | 4  | 25.5 | .491 | .250 | .743  | 6.5 | 2.2 | .42  | .79  | 9.6  |
| Quintin Dailey    | 35 | 0  | 20.7 | .432 | .000 | .823  | 1.9 | 1.9 | .63  | .14  | 16.3 |
| George Gervin     | 82 | 75 | 25.2 | .472 | .211 | .879  | 2.6 | 1.8 | .60  | .28  | 16.2 |
| Sidney Green      | 80 | 68 | 28.8 | .465 | .000 | .782  | 8.2 | 1.7 | .88  | .46  | 13.4 |
| Rod Higgins       | 5  | 0  | 16.2 | .391 | .000 | .833  | 1.4 | 1.0 | .80  | .60  | 4.6  |
| Mike Holton       | 24 | 0  | 18.6 | .471 | .100 | .632  | 1.2 | 2.0 | .96  | .00  | 7.1  |
| Michael Jordan    | 18 | 7  | 25.1 | .457 | .167 | .840  | 3.6 | 2.9 | 2.06 | 1.17 | 22.7 |
| Kyle Macy         | 82 | 79 | 29.6 | .483 | .411 | .811  | 2.2 | 5.4 | .99  | .13  | 8.6  |
| Billy McKinney    | 9  | 0  | 9.2  | .435 | .000 | 1.000 | .6  | 1.4 | .33  | .00  | 2.4  |
| Charles Oakley    | 77 | 30 | 23.0 | .519 | .000 | .662  | 8.6 | 1.7 | .88  | .39  | 9.6  |
| Jawann Oldham     | 52 | 47 | 24.5 | .517 | .000 | .582  | 5.9 | .7  | .54  | 2.58 | 7.4  |
| John Paxson       | 75 | 3  | 20.9 | .466 | .300 | .804  | 1.3 | 3.7 | .73  | .03  | 5.3  |
| Mike Smrek        | 38 | 5  | 10.7 | .377 | .000 | .552  | 2.9 | .5  | .16  | .61  | 2.8  |
| Orlando Woolridge | 70 | 59 | 32.1 | .495 | .174 | .788  | 5.0 | 3.0 | .70  | .67  | 20.7 |

### Playoffs
| Joueur            | MJ | MC | MPG  | FG%  | 3P%   | FT%   | RPG  | APG | SPG  | BPG  | PPG  |
| ----------------- | -- | -- | ---- | ---- | ----- | ----- | ---- | --- | ---- | ---- | ---- |
| Gene Banks        | 3  |    | 23.0 | .556 | .000  | .500  | 3.3  | 1.7 | .33  | .00  | 7.3  |
| Dave Corzine      | 3  |    | 34.3 | .552 | .000  | 1.000 | 9.0  | 2.0 | .33  | .67  | 12.0 |
| George Gervin     | 2  |    | 5.5  | .000 | .000  | .000  | .5   | .5  | .00  | .00  | .0   |
| Sidney Green      | 3  |    | 17.7 | .300 | .000  | .500  | 4.0  | .0  | .33  | .33  | 6.0  |
| Michael Jordan    | 3  |    | 45.0 | .505 | 1.000 | .872  | 6.3  | 5.7 | 2.33 | 1.33 | 43.7 |
| Kyle Macy         | 3  |    | 29.0 | .357 | .250  | 1.000 | 1.3  | 3.3 | .67  | .00  | 4.0  |
| Charles Oakley    | 3  |    | 29.3 | .524 | .000  | .615  | 10.0 | 1.0 | 2.00 | .67  | 10.0 |
| Jawann Oldham     | 1  |    | 4.0  | .000 | .000  | .000  | 2.0  | .0  | .00  | .00  | .0   |
| John Paxson       | 3  |    | 26.7 | .467 | .000  | .765  | .0   | 1.7 | 1.00 | .00  | 9.0  |
| Mike Smrek        | 3  |    | 1.7  | .000 | .000  | .000  | .0   | .0  | .00  | .33  | .0   |
| Orlando Woolridge | 3  |    | 45.0 | .403 | .000  | .867  | 4.7  | 1.3 | 1.00 | .33  | 21.0 |

## Récompenses
- Charles Oakley, NBA All-Rookie First Team
- Michael Jordan, NBA All-Star Game